# Resolutie 106 Veiligheidsraad Verenigde Naties
Resolutie 106 van de Veiligheidsraad van de Verenigde Naties uit 1955 was de eerste resolutie van de VN-Veiligheidsraad in dat jaar. Ze werd unaniem aangenomen. De resolutie veroordeelde een aanval door Israël op de Gazastrook, dat destijds in handen van Egypte was.

## Achtergrond
Anno 1955 werd de Gazastrook bestuurd door Egypte. Toen al pleegde Palestijnen vanuit het gebied overvallen en aanslagen in Israël. Op 28 februari 1955 viel het Israëlische leger als vergelding de Gazastrook aan. Daarbij kwamen een veertigtal Egyptische soldaten om. De gebeurtenis betekende een keerpunt in de Egyptisch-Israëlische relaties.

## Inhoud
De Veiligheidsraad haalde de resoluties 54, 73, 89, 93 en 101 nog eens aan. Verder had de Veiligehdisraad het rapport van de stafchef van de UNTSO in Palestina en de verklaringen van de tegenwoordigers namens Egypte en Israël gehoord.
De Veiligheidsraad noteerde dat de Egyptisch-Israëlische Gemengde Wapenstilstandscommissie (die toezicht hield op de wapenstilstand tussen beide landen) had besloten dat het Israëlische leger op 28 februari een geplande aanval had uitgevoerd tegen het Egyptisch leger in de Gazastrook. De aanval werd veroordeeld als een schending van de wapenstilstand (resolutie 54) en van het Handvest van de Verenigde Naties. Israël werd opgeroepen om dergelijke acties te voorkomen.
De Veiligheidsraad was ervan overtuigd dat het algemene wapenstilstandsakkoord in gevaar kwam door elke schending ervan en dat geen vooruitgang in de richting van vrede in Palestina kon worden geboekt als men zich niet aan de wapenstilstandsakkoorden zou houden.

## Verwante resoluties
- Resolutie 107 Veiligheidsraad Verenigde Naties
- Resolutie 108 Veiligheidsraad Verenigde Naties

Lijst ·  106 ·  107 ·  108 ·  109 ·  110